# Leopoldsberg
Leopoldsberg ( [ˈleːopɔlʦˌbɛʁk] ?) er et 425 m højt bjerg i Wien's 19. bydel Döbling i Wienerwald, og det giver en meget flot udsigt over både byen og floden Donau. Bjergets mest prominente vartegn er Leopoldkirken, opkaldt efter Skt. Leopold, hvis bebyggelse påbegyndtes på toppen af bjerget i 1679. En udbygning af kirken fandt sted i perioden 1718 til 1730.

## Historie
Beboelsestegn kendes helt tilbage til urnemarkskulturen, men især fra jernalderen hvor kelterne beboede området.
48°16′44″N 16°20′43″Ø / 48.2789°N 16.3453°Ø